# Prototrochus bipartitodentatus
Prototrochus bipartitodentatus is een zeekomkommer uit de familie Myriotrochidae.
De wetenschappelijke naam van de soort werd in 1978 gepubliceerd door George M. Belyaev & Alexander N. Mironov.